# 재능로
재능로(Jaeneung-ro)는 인천광역시 동구 송림동에 있는 도로로, 총 연장은 1.032 km이다. 이름이 유래된 것은 재능대학에 인접한 길로 인지도 높은 기존 도로명을 반영하였다.

## 역사
- 2009년 11월 3일 : 도로명으로 재능로를 고시

## 주요 경유지
- 동구
  - 송림3·5동 - 송림4동

## 접촉하는 도로
- 시점 : 동산로
- 중간 교차 : 박문로
- 종점 : 송림로

## 주요 건물 및 시설
- 예성아파트 (재능로 17/송림동 102-9)
- 송림주공아파트 (재능로 86/송림동 336)
- 인천재능대학교 (재능로 178/송림동 122-1)
- 동산휴먼시아 (재능로 191/송림동 342)